# Сенадор-Ла-Рокки

Сенадор-Ла-Рокки на карте штата.

Сенадор-Ла-Рокки (порт. Senador La Rocque) — муниципалитет в Бразилии, входит в штат Мараньян. Составная часть мезорегиона Запад штата Мараньян. Входит в экономико-статистический микрорегион Императрис. Население составляет 17 998 человек на 2010 год. Занимает площадь 738,548 км². Плотность населения — 24,37 чел./км².

## Демография
Согласно сведениям, собранным в ходе переписи 2010 г. Национальным институтом географии и статистики (IBGE), население муниципалитета составляет:
| Полное население                               | Полное население                               | Полное население                               | Полное население                               | 17 998 |
| ---------------------------------------------- | ---------------------------------------------- | ---------------------------------------------- | ---------------------------------------------- | ------ |
| в том числе:                                   | Городское население                            | 8739                                           | Процент городского населения, %                | 48,56  |
|                                                | Сельское население                             | 9259                                           | Процент сельского населения, %                 | 51,44  |
|                                                | Мужское население                              | 9060                                           | Процент мужского населения, %                  | 50,34  |
|                                                | Женское население                              | 8938                                           | Процент женского населения, %                  | 49,66  |
| Плотность населения, чел/км²                   | Плотность населения, чел/км²                   | Плотность населения, чел/км²                   | Плотность населения, чел/км²                   | 24,37  |
| Население муниципалитета в % к населению штата | Население муниципалитета в % к населению штата | Население муниципалитета в % к населению штата | Население муниципалитета в % к населению штата | 0,27   |

По данным оценки 2016 года, население муниципалитета составляет 14 081 житель.

## История
Город основан 10 ноября 1994 года. 

## Статистика
- Валовой внутренний продукт на 2003 год составляет 33 232 485,00 реалов (данные: Бразильский институт географии и статистики).
- Валовой внутренний продукт на душу населения на 2003 год составляет 1760,01 реалов (данные: Бразильский институт географии и статистики).
- Индекс развития человеческого потенциала на 2000 год составляет 0,588 (данные: Программа развития ООН).